# ( )
『( )』は、2002年に発表されたアイスランドのポストロックバンド、シガー・ロスの3rdアルバム。

## 概要
アルバムタイトルの「括弧」はタイトルがないことを表し、解釈はリスナーに委ねられている。メンバーはスヴィガプラタンと呼び、'The Bracket Album'と訳されている。彼らのライブツアー・ドキュメンタリー『ヘイマ』では、'The Untitled Album'と呼ばれている。
「無題」と題された8曲で構成され、それぞれに副題がついている。2つのパートに分かれ、前半と後半の間（4曲目の終わり）には、36秒の無音が挟まれている。前半の4曲は温かみのあるサウンドだが、後半の4曲はメランコリックなサウンドで曲が進むにつれ激しく壮大になっていく。
ボーカルのヨンシーは、アルバム全曲を「Hopelandic」という彼独自の言語で歌った。ドラマーは、前作のアウグスト・グナルソンからオーリー・ディラソンに変わった。
『( )』は、ビルボード200で51位にランクインしたが、賛否が分かれ、音楽評論家から絶賛された一方、リスナーの中には前作『アゲイティス・ビリュン』の方が良いという声もあった。
1曲目の「Untitled」のミュージックビデオは、黒い雪と赤い空の中でガスマスクを着けた子供たちが遊んでいるディストピアを描いている。2003年11月、このビデオはスコットランドのエジンバラで開催されたMTVヨーロッパ・ミュージック・アワードで、最優秀ビデオ賞を受賞した。

## 評価
ダステッド・マガジンは、「この見事な音楽は、広大なサウンドスケープであり、時に不愉快にさせるものであっても、リスナーがそれを受け入れるならば、鮮やかで力強いものに変わっていく。レディオヘッドのより素晴らしい瞬間と、モグワイ、ゴッドスピード・ユー!・ブラック・エンペラーの穏やかな要素を彷彿とさせ、映画的なカタルシスをもたらす」と記している。
音楽サイト DROWNED IN SOUNDは、「先駆的で不穏、魂を鼓舞し、混沌として叙情的なアナーキー...なぜ音楽を愛するのか、なぜ芸術が存在するのか、その理由を発見させてくれるだろう」と述べている。
音楽誌ピッチフォークは、「ピーテル・ブリューゲルの風景画の深み、共鳴、人間性をすべて備えており、現実のものであれ想像上のものであれ、風景のサウンドトラックのようだ」と評している。また、同誌が発表した2002年のアルバム・ベスト50で29位、2000年代のアルバム・ベスト200では135位に選出された。
2004年の第46回グラミー賞で、最優秀オルタナティヴ・ミュージック・アルバム賞、最優秀レコーディング・パッケージ賞にノミネートされた。

## 収録曲（アイスランド語）
1. Untitled ("Vaka")	- 6:38
2. Untitled ("Fyrsta") - 7:33
3. Untitled ("Samskeyti") - 6:33
4. Untitled ("Njósnavélin") - 7:33
5. Untitled ("Álafoss") - 9:57
6. Untitled ("E-Bow") - 8:48
7. Untitled ("Dauðalagið") - 13:00
8. Untitled ("Popplagið") - 11:44

## メンバー
- ヨンシー - ボーカル、ギター、キーボード、ハーモニカ
- ゲオルグ・ホルム - ベース、グロッケンシュピール
- キャータン・スヴェインソン - ギター、シンセサイザー、ピアノ、オルガン、フルート、ティン・ホイッスル、オーボエ、バンジョー
- オーリー・ディラソン - ドラムス、キーボード